# Подкова Смейла
Подкова Смейла — предложенный Стивом Смейлом пример динамической системы, имеющей бесконечное число периодических точек (и хаотическую динамику), причём это свойство не разрушается при малых возмущениях системы.
Этот пример дал толчок изобретению Д. В. Аносовым диффеоморфизмов Аносова, после чего из этих двух примеров выросла теория гиперболических динамических систем.

Перемешивание цветного пластилина в шарике после последовательных итераций отображения «Подкова Смейла», то есть, сплющивания и складывания пополам